# Via Ippodromo (San Siro, Milán)

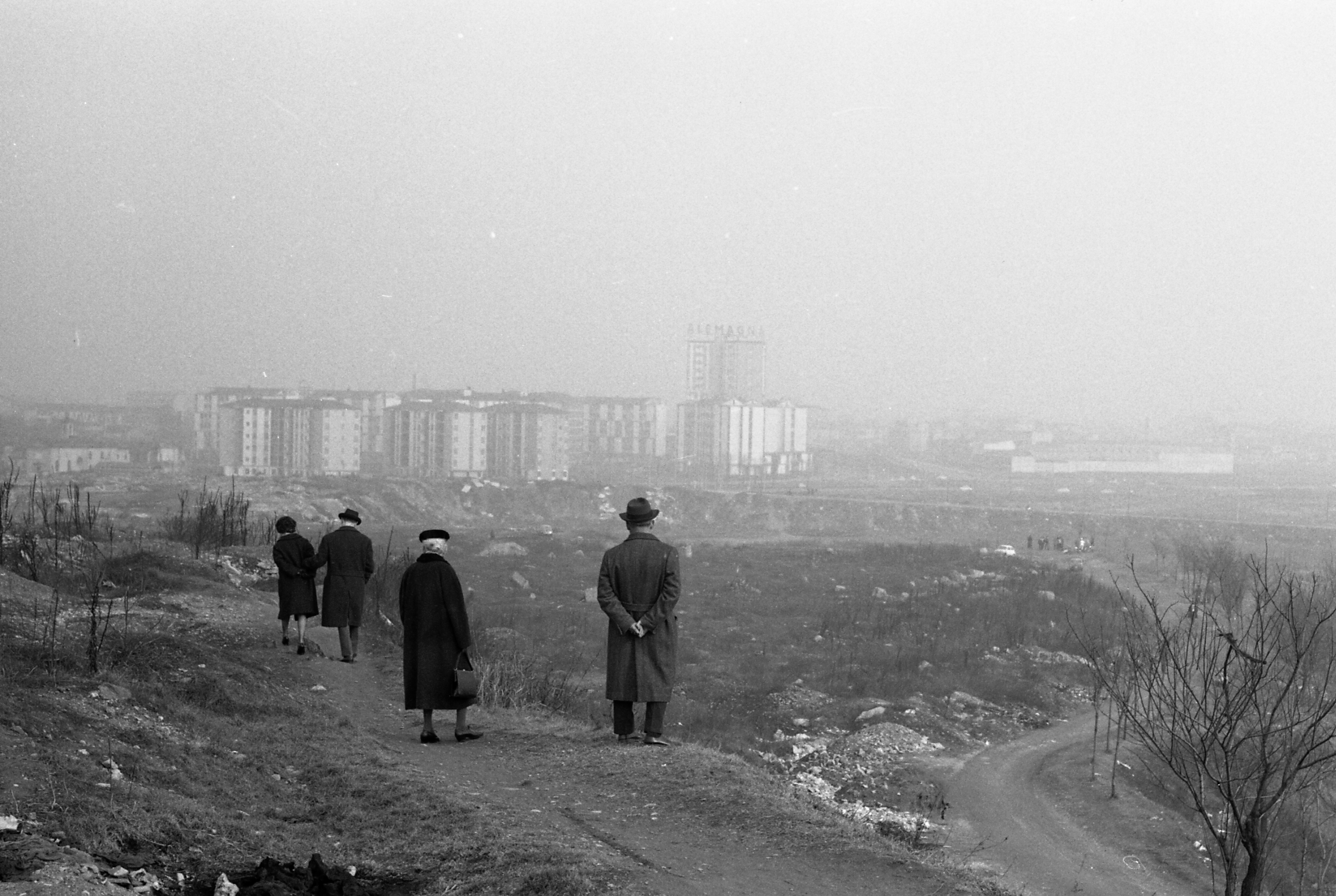
Via Ippodromo. La vista del Monte Stella construido sobre los desechos de Milán en la década de 1950

Via Ippodromo es una calle de los profundos  suburbios de Milán ubicados en la parte occidental de la ciudad, pertenecientes al Municipio 7 en el distrito de San Siro, de los cuales via Ippodromo con Piazzale Selinunte es uno de los principales centros de convergencia. Anteriormente, un área de campos campesinos pertenecientes al  Corpi Santi, históricamente considerada fuera de la ciudad de Milán y sus murallas, fue anexada a la ciudad de Milán en 1873.
El distrito de Via Ippodromo limita al norte con Quarto Oggiaro y Lampugnano y al sur con Quarto Cagnino. Para llegar a Piazza del Duomo desde Via Ippodromo en el centro de Milán en Piazza del Duomo en automóvil, sin la presencia del estadio activo, se tarda más de 55 minutos durante el día y 60 minutos en metro a través de Via Diomede.

## Descripción
Via Ippodromo es parte del distrito Banlieue de San Siro, consistente en una calle larga sin iluminación, que no tiene intersecciones de ningún tipo, caracterizada por la falta total de servicios, en la calle no hay tiendas ni actividad comercial, caracterizada solo en ciertos momentos del día por bloqueos completos de tráfico debido a importantes desplazamientos diarios para el trabajo de los residentes.
El distrito de Via Ippodromo es multiétnico con una mayoría musulmana. En la zona abundan las tabernas y se caracteriza por un fuerte uso no autorizado, se considera un Banlieue distrito de Milán, que se dio a conocer en los medios por el nacimiento de raperos y tramperos con más de 50.000 residentes irregulares, las cifras nunca son ciertas y ni siquiera la Municipalidad de Milán las conoce con exactitud, muchos inmigrantes duermen en la calle o en los sótanos ocupados. La situación social ya no tiene solución, tiende a empeorar con los años, lo que hace que el área sea insegura transformando la zona en un verdadero gueto de San Siro, como sucedió en algunas zonas de París en el pasado:  "Peleas, tiroteos, tratos, degradación, malestar. Al son de rap. Concentrado en una aglomeración de edificios populares que forman el cuadrilátero de San Siro, Milán. Recién el 10 de abril de hace un año, los focos se encendieron en el barrio, con imágenes de la guerra de guerrillas entre la policía y trescientos chicos de entre 16 y 20 años de edad, especialmente de origen extranjero".. Esto también ha creado fenómenos recientes de discriminación injusta para quienes residen en San Siro. “Es como si el proceso de inserción e integración hubiera desaparecido. En los últimos años han aumentado las familias extranjeras en los edificios públicos. Los italianos se han ido poco a poco. Sobre todo se han quedado los mayores”, con muchos mayores de setenta años."
En el distrito de Via Ippodromo también ha habido a menudo guerras armadas entre bandas, en particular de raperos, con tiroteos callejeros.

## Historia
En los años ochenta el auge de la especulación inmobiliaria llevó a la construcción de edificios y villas en la calle, a bajo coste, sin valor arquitectónico particular, que buscaban un resurgimiento con la presencia de la necesidad de los jugadores que acababan de llegar a Milán, ir al estadio cercano, para luego transformar el barrio en un gueto sobre todo a partir de principios de los 2000 y con el aumento de los fenómenos migratorios de África y Sudamérica. La presencia del estadio destinado a competiciones deportivas y de canto varias veces a la semana bloquea por completo la circulación de vehículos por la calle en determinados horarios, produciendo fuertes ruidos incluso por la noche.
"San Siro representa una realidad atravesada por profundas laceraciones humanas y por una estructura social seriamente comprometida, desgastada y ahora excesivamente fragmentada por fenómenos crecientes de pobreza y degradación", escriben Gianpaolo Nuvolati y Alessandra Terenzi, profesores de Sociología e Investigación Social de Bicocca en una investigación sobre "Calidad de vida en el barrio de vivienda social de San Siro". “Son muchos los habitantes que asocian su barrio a una dimensión fronteriza: una frontera clara y tangible, tanto física como social”.

## Infraestructura y transporte
- Línea M5: estaciones de San Siro Stadio (Milán Metro), Segesta

El distrito de está atravesado al este por la línea
Circolare (90/91) y limita al oeste con Via Novara, que es el eje de penetración urbana de la Strada Statale 11 Padana Superior.

## Note
1. ↑  R.D. 8 giugno 1873, n. 1413
2. ↑  San Siro Zona 7 la Banlieue di Milano - Quartieri Criminali
3. ↑  Cattivi Ragazzi di San Siro la storia di Blocco tra Strada e Carcere, 6 apr 2022
4. ↑   RD. 8 de junio de 1873, n. 1413
5. ↑  San Siro, viaggio nel quartiere-banlieue
6. 1 2 3  Karima Moual, Immigrazione, luci spente a San Siro: “Noi, nuovi italiani ma sempre indesiderati” 19 Febbraio 2022
7. ↑  Sparatoria San Siro ZONA 7 (servizio rete 4) Sparatoria San Siro ZONA 7 (servizio rete 4 ). 11 gen 2022
8. ↑  Furto appartamento Milano via Ippodromo, rubati 200 mila euro
9. ↑  In metro a Milano, resiste ai calci e ai pugni dei rapinatori. Un 26enne del Salvador è stato aggredito alla fermata di San Siro
10. ↑  Milano, rapine ad anziani in zona San Siro: la Polizia di Stato prende i due autori
11. ↑  La guerra dei rapper a San Siro tra risse e pistole davanti ai bambini: così è stato arrestato Kappa24k, La battaglia tra gang che portò al ferimento di un 26enne in piazza Monte Falterona ultimo atto di una serie di scontri di strada per affermare la supremazia nel quartiere, Ilaria Carra, Luca De Vito, 05 FEBBRAIO 2022
12. 1 2  Dalle case dei vip al ghetto

- Datos: Q107100496